# Postsovětské války

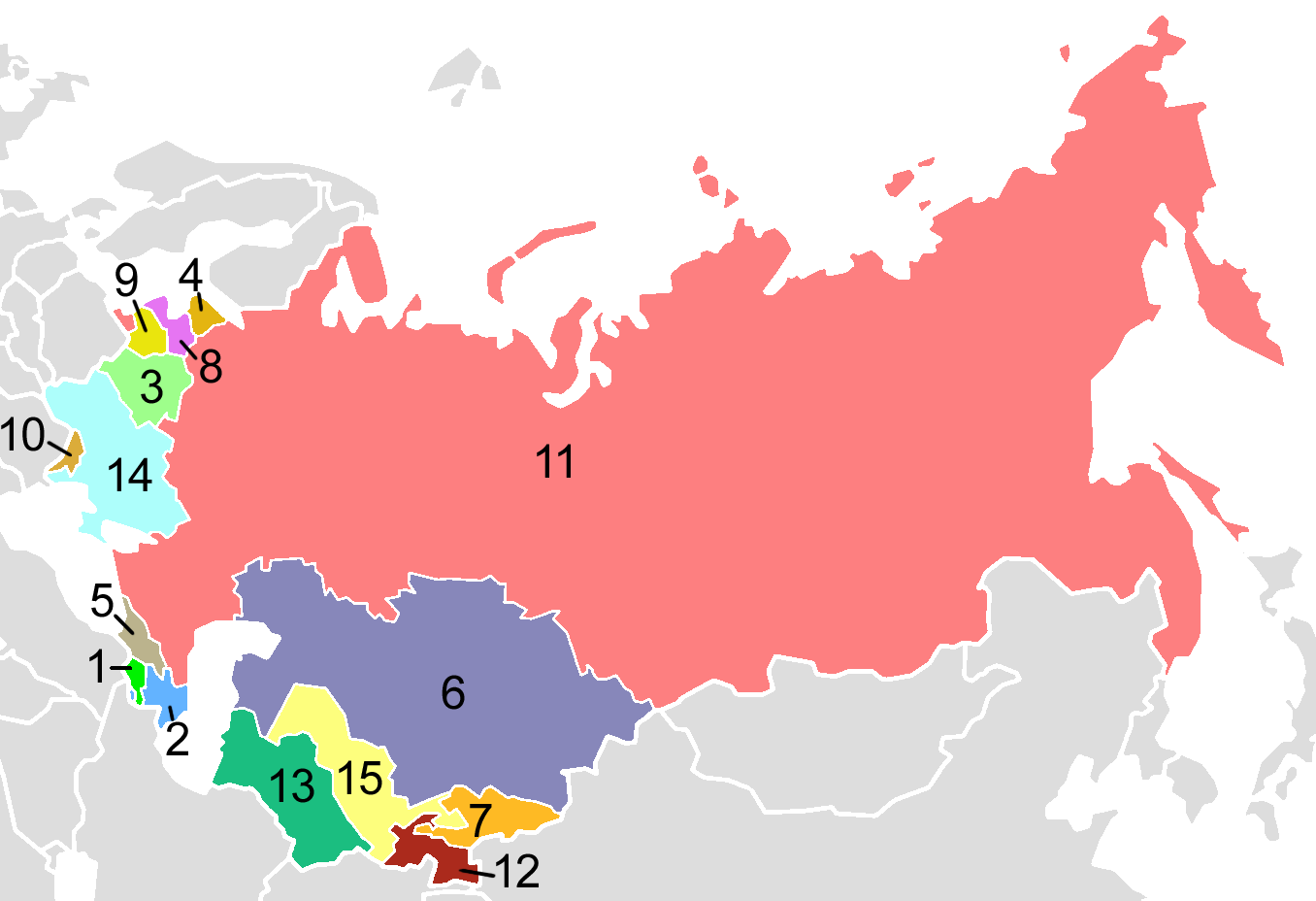
Postsovětské republiky v abecedním pořadí:
1. Arménie; 2. Ázerbájdžán; 3. Bělorusko; 4. Estonsko; 5. Gruzie; 6. Kazachstán; 7. Kyrgyzstán; 8. Lotyšsko; 9. Litva; 10. Moldavsko; 11. Rusko; 12. Tádžikistán; 13. Turkmenistán; 14. Ukrajina; 15. Uzbekistán

Jako postsovětské války je označována série konfliktů, které probíhaly nebo probíhají na území bývalého Sovětského svazu po jeho rozpadu v roce 1991, tedy na území postsovětských republik.
Východní Evropa
- Válka v Podněstří (1992)
- Rusko-ukrajinská válka (od 2014)
  - Krymská krize (ruská anexe Krymu, 2014)
  - Válka na Donbase (od 2014)
  - Ruská invaze na Ukrajinu (od 2022)

Jižní Kavkaz
- První válka o Náhorní Karabach (1988–1994)
- Občanská válka v Gruzii (1991–1993)
- Válka v Jižní Osetii (1991–1992) – Gruzínsko-osetský konflikt
- Válka v Abcházii (1992–1993)
- Válka v Abcházii (1998)
- Válka v Jižní Osetii a Abcházii (2008)
- Krize v Pankiské soutěsce (2002–2003)
- Druhá válka o Náhorní Karabach (2020)
- Konflikt v Náhorním Karabachu (2023)

Severní Kavkaz
- Osetsko-ingušská válka
- První čečenská válka (1994–1996)
- Válka v Dagestánu (1999)
- Druhá čečenská válka (1999–2009)
- Válka o Severní Kavkaz (válka v Ingušsku)

Střední Asie
- Občanská válka v Tádžikistánu (1992–1997)
- Válka o východní Tádžikistán
- Kyrgyzsko-tádžické střety (2021)
- Nepokoje v Kazachstánu 2022

Přední Východ
- Ruská vojenská intervence v Sýrii (od 2015)

## Válka o Náhorní Karabach
Je konflikt mezi Armény a Ázerbájdžánci o území na západě Ázerbájdžánu, které je obýváno převážně Arménským etnikem

## Válka v Podněstří
Je konflikt o úzký pruh území podél východní hranice Moldavska, východně od řeky Dněstr. Po rozpadu SSSR vyhlásila tato rusifikovaná oblast nezávislost, která nebyla uznána.

## Krymská krize a válka v Donbasu
Státní převrat proevropského hnutí Euromajdan, vyvolal po celém jihovýchodě Ukrajiny proruské protesty. Nejsilnější byly na Krymu, Oděské, Luhanské, Charkovské a Doněcké oblasti. Po obsazení Krymu neoznačenou armádou, vyhlásil Krym nezávislost na Ukrajině a o několik dní později jej na žádost Krymské vlády a Rady města Sevastopol anektovala Ruská federace. Po anexi Krymu došlo v Donbasu k ozbrojenému povstání a povstalci zpočátku ovládaly prakticky celý Donbas. Ukrajinská armáda během ofenzivy proti separatistům dostala zpět pod kontrolu západní část Donbasu a důležitý přístav Mariupol.